# Сомов Лев Миколайович
Лев Микола́йович Со́мов (нар. 14 березня 1964; Донецьк, УРСР) — український актор театру і кіно, режисер, хореограф, драматург. Народний артист України. Актор Київського академічного театру драми і комедії на лівому березі Дніпра.

## Життєпис
Народився у театральній сім'ї. У 1983 році завершив Донецьке музичне училище за класом віолончелі.
В 1991 році закінчив Київський державний інститут театрального мистецтва імені Івана Карпенка-Карого (зараз Київський національний університет театру, кіно і телебачення імені Івана Карпенка-Карого), курс Народного артиста України Миколи Рушковського.
З 1988 по 1995 роки працював в Київському національному академічному театрі російської драми імені Лесі Українки.
В Театрі драми і комедії на лівому березі Дніпра працює з 1995 року.
Пише під псевдонімом Лев Хохлов. Автор п'єс «Гіркий роман», «Довершений Чарлі», сценаріїв серіалів «Замкова щілина», «Прибулець». Здійснив пластичне рішення і створив хореографію в 15 виставах, серед яких: «Рогоносець» Фернана Кроммелінка (1998), «Небезпечні стосунки» П'єра Шодерло де Лакло (2007).
Лауреат професіональної театральної премії «Київська пектораль» в номінації «Найкраще виконання чоловічої ролі другого плану» за роль Міши у виставі «Море… Ніч… Свічки…» за п'єсою Йосефа Бар-Йосефа «Це велике море».
Режисер телесеріалів «Колишня» (2008), «Лише кохання» (2010).
У 2009 році на сцені Київської академічної майстерні театрального мистецтва «Сузір'я» поставив виставу за своєю п'єсою «Довершений Чарлі».
2025 року студенти Майстерні Сомова висунули звинувачення проти майстра у психологічному та фізичному насильстві.

## Ролі в театрі
Національний академічний театр російської драми імені Лесі Українки
Київський академічний театр драми і комедії на лівому березі Дніпра
- 1995 — «Непереможний меч Гайян» за казкою «Місто майстрів» Т. Габбе — Герцог де Малікорн, Жильберт
- 1996 — «Комедія про принадність гріха» за п'єсою «Мандрагора» Н. Макіавеллі — Калімако
- 1996 — «Трохи вина…або 70 обертів» Л. Піранделло — сеньйор Палеарі
- 1997 — «Кручений біс» Ф. Сологуба — Міхась Адаменко
- 1998 — «Венеціанський мавр („Отелло“)» В. Шекспіра — Родріго
- 1999 — «Що ви загубили в чужих снах?» за п'єсою «Санта Крус» М. Фріша — Схвильований
- 1999 — «Довічний чоловік» Ф. Достоєвського — Міллер
- 2000 — «Смерть Тарєлкіна» О. Сухово-Кобиліна — Тарєлкін
- 2000 — «Нехай одразу двох не любить…» за п'єсою «Ой, не ходи, Грицю…» М. Старицького — Дмитро
- 2001 — «Багато галасу в Парижі» за п'єсою «Пан де Пурсоньяк» Мольєра — Пан де Пурсоньяк
- 2001 — «Глядачі на виставу не допускаються!» за п'єсовю «Театр» М. Фрейна — Ллойд Даллас
- 2002 — «Море… Ніч… Свічки…» за п'єсою «Це велике море» Й. Бар-Йосефа — Мішко
- 2002 — «Одруження» за однойменною п'єсою[ru] Миколи Гоголя — Анучкін / Жевакін
- 2003 — «Тайна пристрасті жагучої» за п'єсою «Романтики» Е. Ростана — Страфорель
- 2003 — «Брешемо чисту правду» за п'єсою «Ще один Джексон» Г. Бергера — Боб Джексон
- 2004 — «Наше містечко» Т. Вайлдера — ведучий
- 2004 — «Вишневий сад» за однойменною п'єсою Антона Чехова — Єпіходов
- 2005 — «Сірано де Бержерак» за п'єсою Едмона Ростана — граф де Гіш
- 2006 — «Черга» О. Марданя — Артор, Рекламна агенції кур'єр
- 2006 — «Голубчики мої!…» за творами Ф. Достоєвського та О. Володіна — Миронов
- 2007 — «Останній герой» О. Марданя — Віталій
- 2007 — «Рогоносець» за п'єсою «Прекрасний рогоносець[ru]» Фернана Кроммелінка — Бургомістр
- 2010 — «Три сестри» за однойменною п'єсою Антона Чехова; реж. Едуард Митницький — Федір Ілліч Кулигін
- 2012 — «Опіскін. Фома!» за повістю «Село Степанчикове і його мешканці» Ф. Достоєвського; реж. Олексій Лісовець — Фома Фомич Опискин
- 2015 — «Дикун» А. Касона; реж. Олексій Лісовець — Сеньйор Ролдан
- 2015 — «Співай, Лоло, співай!» Олександра Чепалова за мотивами роману «Вчитель Гнус, або Кінець одного тирана» Генріха Манна і художнього фільму «Блакитний ангел»; реж. Дмитро Богомазов — Кіперт, артист
- 2017 — «Життя попереду» Еміля Ажара; реж. Дмитро Богомазов — Мадам Роза[5].

Київська академічна майстерня театрального мистецтва «Сузір'я»

## Роботи на телебаченні
- 2005 — СидОренки-СидорЕнки — дід

## Нагороди та визнання
- 2000 — Заслужений артист України[6]
- 2014 — Народний артист України[7]